# Terry Bozeman
Pour les articles homonymes, voir Bozeman (homonymie).
Terry Bozeman est un acteur américain.

## Filmographie

### Cinéma
- 2000 : L'enfer du devoir (Rules of Engagement) de William Friedkin
- 2004 : L'Envie (Envy)

### Télévision
- 1986 : The Adventures of McGee and Me (en)
- 1987 : Murder Ordained (en)
- 1988 : Un flic dans la mafia (Wiseguy)
- 1988 : Moving Target (en)
- 1988 : Frank's Place (en)
- 1988 : Rick Hunter (Hunter)
- 1989 : La Loi de Los Angeles (L.A. Law)
- 1989 : Nick Mancuso, les dossiers secrets du FBI (en) (Mancuso, FBI)
- 1989 : Matlock
- 1996 : Dark Skies : L'Impossible Vérité (Dark Skies)
- 1997 : Beyond Belief: Fact or Fiction (en)
- 1998 : Les Frères McGrail (To Have & to Hold)
- 1998 : Charmed
- 1999 : Amy (Judging Amy)
- 2000 : La Loi du fugitif (18 Wheels of Justice)
- 2001 : Sept à la maison (7th Heaven)
- 2001 : The Practice
- 2001 : New York Police Blues
- 2001 : Les Experts (CSI: Crime Scene Investigation)
- 2002 : 24 heures chrono (24)
- 2004 : Boston Justice (Boston Legal)
- 2004 : À la Maison-Blanche (The West Wing)
- 2005 : JAG
- 2005 : Desperate Housewives